# Mark Huizinga
Mark Huizinga (Vlaardingen, 10 settembre 1973) è un ex judoka olandese.
Ha partecipato a quattro edizioni dei giochi olimpici (1996, 2000, 2004 e 2008) conquistando complessivamente tre medaglie.

## Palmarès
Olimpiadi
- 3 medaglie:
  - 1 oro (90 kg a Sydney 2000)
  - 2 bronzi (86 kg a Atlanta 1996, 90 kg a Atene 2004)

Mondiali
- 1 medaglia:
  - 1 bronzo (90 kg a Il Cairo 2005)

Europei
- 12 medaglie:
  - 5 ori (86 kg a L'Aia 1996, 86 kg a Ostenda 1997, 90 kg a Oviedo 1998, 90 kg a Parigi 2001, 90 kg a Lisbona 2008)
  - 2 argenti (90 kg a Breslavia 2000, 90 kg a Bucarest 2004)
  - 5 bronzi (78 kg a Danzica 1994, 90 kg a Bratislava 1999, 90 kg a Maribor 2002, 90 kg a Düsseldorf 2003, 90 kg a Rotterdam 2005)